# ライバル日本史
『ライバル日本史』（ライバルにほんし）は、1994年4月7日から1996年3月7日まで放送されたNHK総合テレビの教養番組である。毎週木曜日に22時から22時30分まで放送された。

## 概要
毎回日本の歴史上の人物を2人取り上げ、評論家に歴史の流れを解説してもらう形をとった。この番組には元NHKアナウンサーの鈴木健二も出演したことがある。その後、番組改定で『堂々日本史』にそのバトンを渡した。
キャスターは、三宅民夫、大阪制作分は葛西聖司の各アナウンサーが担当した。　

## 各回概要
| 放送日                       | サブタイトル                                                    | 語り       | ゲスト                                                       |
| ---------------------------- | --------------------------------------------------------------- | ---------- | ------------------------------------------------------------ |
| 1994年4月7日                 | 黒船大動乱〜徳川斉昭と井伊直弼〜                                |            | 田原総一朗、三好徹                                           |
| 1994年4月14日                | 名君不況に立つ 徳川吉宗と徳川宗春                               | 幸田弘子   | 竹内宏、清水義範                                             |
| 1994年4月21日                | 父と子の関ケ原〜黒田如水と黒田長政〜                            |            | 村井勉、童門冬二                                             |
| 1994年4月28日                | 夢に散った盟友〜西郷隆盛と大久保利通〜                          |            | 石川好、関川夏央                                             |
| 1994年5月5日                 | 偏差値崩壊!幕末教育塾 洪庵の適塾と松陰の松下村塾                | 井上真樹夫 | 岡野俊一郎、竹内均、内藤国雄、古川薫、黒鉄ヒロシ、村澤由美   |
| 1994年5月12日                | 豊臣家滅亡・女の戦い 北政所と淀殿                               | 小川真司   | 永井路子、吉永みち子                                         |
| 1994年5月19日                | 新選組・最後の決断 近藤勇と土方歳三                             |            | 森村誠一、佐高信                                             |
| 1994年5月26日                | 明治マスコミ戦争 黒岩涙香と宮武外骨                             | 小川真司   | 天野祐吉、高野孟                                             |
| 1994年6月2日                 | 二人の光源氏〜藤原道長と藤原伊周〜                              |            | 藤本義一、高橋いづみ                                         |
| 1994年6月9日                 | 独眼竜天下に屈せず〜伊達政宗と豊臣秀吉〜                        |            | 長部日出雄、ジョージ・フィールズ                             |
| 1994年6月16日                | 激突!宣伝大王〜岩谷松平と村井吉兵衛〜                           |            | 安部譲二、大月隆寛                                           |
| 1994年6月23日                | 社長の条件〜渋沢栄一と岩崎弥太郎〜                              |            | 堺屋太一、藤田田                                             |
| 1994年6月30日                | 決裂、土佐の盟友〜坂本龍馬と中岡慎太郎〜                        | 小川真司   | 半藤一利、西木正明                                           |
| 1994年7月7日                 | 攻防 権力の空白〜由比正雪と松平信綱〜                           |            | 神坂次郎、佐々淳行                                           |
| 1994年7月21日                | 源平対決 リーダーの決断〜平清盛と源義朝〜                       |            | 山田智彦、上原まり                                           |
| 1994年7月28日                | 大江戸アウトロー〜幡随院長兵衛と水野十郎左衛門〜                |            | 杉本苑子、小林久三                                           |
| 1994年8月25日                | 豊臣家臣団 二つの忠義〜加藤清正と小西行長〜                     |            | 早乙女貢、逢坂剛                                             |
| 1994年9月1日                 | 鬼県令 東北開発に挑む〜三島通庸と河野広中〜                     |            | 藤森照信、橋本克彦                                           |
| 1994年9月8日                 | 源氏政権、浮気に潰える〜源頼朝と北条政子〜                      | 小川真司   | イーデス・ハンソン、東郷隆                                   |
| 1994年9月22日                | 関ケ原、逆転へのシナリオ〜徳川家康と真田昌幸〜                  |            | 早坂茂三、牧野昇                                             |
| 1994年10月20日               | キャリアウーマン、明治と戦う〜津田梅子と大山捨松〜              |            | 下村満子、林真理子                                           |
| 1994年10月27日               | 信長ブランド 天下を制す〜織田信長と足利義昭〜                   | 小川真司   | 木村尚三郎、小田晋                                           |
| 1994年11月10日               | 信長信玄もし戦わば                                              | 小川真司   | 大島渚、内橋克人                                             |
| 1994年11月17日               | 黒船レース、ニッポンをとれ〜ペリーとプチャーチン〜              |            | 猪瀬直樹                                                     |
| 1994年12月1日                | 乃木将軍をスターにした男〜乃木希典と児玉源太郎                  |            | 川淵三郎、酒井政利                                           |
| 1994年12月8日 1994年12月15日 | 赤穂浪士は有罪か                                                |            | ジェームス三木、福島瑞穂、寺田路恵、磯部勉、石田圭祐、伊藤啓 |
| 1995年1月12日                | 大奥疑獄 将軍吉宗を生む〜絵島生島事件〜                         |            | 中山千夏、池田満寿夫                                         |
| 1995年1月26日                | 平安仏教 リーダーは誰だ〜最澄と空海〜                           |            | 杉本苑子、山折哲雄                                           |
| 1995年2月2日                 | ポーツマス 勝者なき講和会議〜小村寿太郎とウィッテ〜             |            | 岡本行夫                                                     |
| 1995年2月9日                 | ゴッドマザーの都〜持統天皇と九人の皇子たち〜                    |            | 木元教子、小沢遼子                                           |
| 1995年2月16日                | 幕末・ニッポン少年 世界を見る〜ジョン万次郎とジョセフ・ヒコ〜   |            | 石川好、中島丈博                                             |
| 1995年2月23日                | 保革激突!俳句改革者たち〜高浜虚子と河東碧梧桐〜                 | 小川真司   | 高野孟、関川夏央、金子兜太                                   |
| 1995年3月2日                 | シリーズ太平記の時代（1）乱世の情報戦略〜後醍醐天皇と足利尊氏〜 | 小川真司   | 福岡政行、永井路子                                           |
| 1995年3月9日                 | シリーズ太平記の時代（2）足利兄弟 骨肉の死闘〜尊氏と直義〜      |            | 鈴木清順、鈴木健二                                           |
| 1995年3月16日                | 越後の文人、江戸に挑む〜鈴木牧之と滝沢馬琴〜                    |            | 新井満、足立倫行                                             |
| 1995年4月6日                 | 戦国生き残り 2つの正義〜武田信玄と上杉謙信〜                    |            | 竹内宏、弘兼憲史                                             |
| 1995年4月13日                | 陽と陰、平安才女の自己演出〜清少納言と紫式部〜                  |            | 内舘牧子、秋元康                                             |
| 1995年4月20日                | “巌流島の決闘”ふたたび〜宮本武蔵と佐々木小次郎〜                |            | 柘植久慶                                                     |
| 1995年4月27日                | 関東大震災第一回 激論!復興か復旧か〜後藤新平と伊東巳代治〜      |            | 京極純一                                                     |
| 1995年5月4日                 | 関東大震災第二回 被災地を駆けた男たち〜寺田寅彦と賀川豊彦〜     | 磯部勉     | 竹内均、田中康夫                                             |
| 1995年5月11日                | 老中対決、庶民の審判〜田沼意次と松平定信〜                      | 小川真司   | 堀田力、早坂暁                                               |
| 1995年5月18日                | 上海・維新への船出〜高杉晋作と五代友厚〜                        |            | 三好徹、今江祥智                                             |
| 1995年5月25日                | 元禄バブル崩壊 豪商たちの明暗〜淀屋と鴻池〜                     |            | 桂米朝、竹中平蔵                                             |
| 1995年6月1日                 | 元寇 情報小国ニッポンの誤算〜北条時宗とフビライ〜               |            | 小川和久、樺山紘一                                           |
| 1995年6月8日                 | 戦国のロミオとジュリエット〜浅井長政とお市の方〜                |            | 市川森一、吉永みち子                                         |
| 1995年6月15日                | 伊勢物語 王朝の悲恋〜在原業平と藤原高子〜                       |            | 嵐山光三郎、谷村志穂                                         |
| 1995年6月22日                | 二代目、創業者に挑む〜徳川秀忠と徳川家康〜                      | 小川真司   | 童門冬二、森祗晶                                             |
| 1995年7月27日                | 乱世サバイバル 無党派層をつかめ 一休と蓮如                      |            | 森毅、富田隆                                                 |
| 1995年8月3日                 | 明治珍論争 野球は有害か!?〜渋川玄耳と押川春浪〜                 | 小川真司   | 横田順彌、大月隆寛                                           |
| 1995年8月24日                | 大塩平八郎 徳川300年を告発す〜官僚組織の功と罪〜                | 小川真司   | 内橋克人、猪瀬直樹                                           |
| 1995年8月31日                | 東西棋士激突 名人は俺だ〜坂田三吉と関根金次郎〜                 |            | 大島渚、後藤正治                                             |
| 1995年9月7日                 | 憲政の神様、平民宰相に挑む〜原敬と尾崎行雄〜                    |            | 橋本克彦、福島瑞穂                                           |
| 1995年9月14日                | 流行歌誕生〜中山晋平と添田唖蝉坊〜                              |            | 遠藤実、小沢昭一                                             |
| 1995年9月21日                | キリシタン、天下人を脅かす〜豊臣秀吉とイエズス会〜              | 小川真司   | 篠田正浩                                                     |
| 1995年9月28日                | 江戸町奉行、金融市場に介入す〜大岡越前守と両替商人〜            |            | 佐高信、山田智彦                                             |
| 1995年10月5日                | 北斎・広重でヒットを飛ばせ                                      |            | 福嶋康博、渡辺直樹                                           |
| 1995年10月12日               | 心理分析 本能寺の変 明智光秀と織田信長                          |            | 羽仁進、森村誠一                                             |
| 1995年10月19日               | 元祖政党内閣かく崩壊す〜板垣退助と大隈重信〜                    | 小川真司   | 立松和平、黒鉄ヒロシ                                         |
| 1995年10月26日               | 最後の将軍 同志に報いず〜徳川慶喜と松平容保〜                   |            | 福岡政行、中村彰彦                                           |
| 1995年11月9日                | 日出ずる小国 大帝国を挑発す〜聖徳太子と隋の煬帝〜               | 小川真司   | 梅原猛、小倉和夫                                             |
| 1995年11月30日               | 信長死す 後継者を決めるのは俺だ〜羽柴秀吉と柴田勝家〜           |            | 堺屋太一                                                     |
| 1995年12月7日                | 貴族か武士か 承久三年の決戦〜後鳥羽上皇と北条義時〜             | 磯部勉     | 永井路子                                                     |
| 1995年12月14日               | 再検証 松の廊下刃傷事件 浅野内匠頭と吉良上野介                  |            | 深作欣二、藤本義一                                           |
| 1995年12月21日               | 幕末、男の生きざま〜勝海舟と小栗上野介〜                        |            | 市川森一、半藤一利                                           |
| 1996年1月11日                | 天下の鍵は健康にあり〜豊臣秀吉と徳川家康〜                      | 小川真司   | 早坂暁、童門冬二、今井通子                                   |
| 1996年1月18日                | 経済恐慌、蔵相の決断〜井上準之助と高橋是清〜                    | 磯部勉     | 内橋克人、竹内宏                                             |
| 1996年1月25日                | 名門と悪党 乱世に刃をまじえる〜足利尊氏と楠木正成〜             | 中村秀利   | 大谷晃一、三枝成彰                                           |
| 1996年2月1日                 | 花の御所 仮面劇のたくらみ〜足利義満と世阿弥〜                   | 小川真司   | 杉本苑子                                                     |
| 1996年2月15日                | 桶狭間、勝利の計算式〜今川義元と織田信長〜                      | 磯部勉     | 小川和久、小和田哲男                                         |
| 1996年2月22日                | 日清・日露 軍医鴎外の大敗北〜高木兼寛と森鷗外〜                 | 磯部勉     | 関川夏央、板倉聖宣                                           |
| 1996年2月29日                | 鎌倉天才仏師 二つの道〜運慶と快慶〜                             | 磯部勉     | 西村公朝、いとうせいこう                                     |
| 1996年3月7日                 | 新興武士、朝廷の権威に挑戦す〜後白河上皇と平清盛〜              | 玄田哲章   | 森村誠一、佐野みどり                                         |